# 颱風摩羯
颱風摩羯（英語：Typhoon Yagi，國際編號：2411，聯合颱風警報中心：WP122024，菲律賓大氣地球物理和天文管理局：Enteng）是2024年太平洋颱風季第11個被命名的風暴。「摩羯」（日语：やぎ）一名由日本提供，即摩羯座。
摩羯在橫過南海北部時兩度急劇增強，以近巔峰強度登陸海南島。根據中國國家氣象中心的資料及按照登陸時強度計算，摩羯是中國自1949年有紀錄以來，登陸時第二強的風暴，僅次於2014年同樣登陸海南省文昌市的超強颱風威馬遜，摩羯亦以海平面氣壓922.6百帕斯卡的紀錄，成為中國自1949年有紀錄以來在陸地錄得的最低海平面氣壓；而按照香港天文台的資料，摩羯同樣是自1950年有紀錄以來南海區域的第二強風暴，追平2023年超強颱風蘇拉的紀錄，成為吹襲華南（包括港澳地區）的最強風暴之一。此外，根據聯合颱風警報中心的數據，摩羯亦是繼2014年超強颱風威馬遜及2021年超強颱風雷伊後，第三個於南海上空增強至相當於薩菲爾-辛普森颶風等級之最高級別「五級颶風」的熱帶氣旋。與此同時，按照越南中央水文氣象預報中心的數據，摩羯以海平面氣壓958百帕斯卡的紀錄，成為越南有紀錄以來登陸時氣壓最低及最強的熱帶氣旋。

## 氣象歷史

### 生成後掠過呂宋

摩羯在9月1日侵襲菲律賓時的衛星動態影像

8月30日，一個熱帶擾動在棉蘭老島東方海域生成，美國海軍研究實驗室給予擾動編號92W。8月31日上午8時，廣闊的低壓區開始組織並發展日本氣象廳將其升格為熱帶低氣壓。同日下午2時，聯合颱風警報中心將其24小時形成概率評級為「低」。深層對流活動集中在環流中心周圍，該環流中心處於有利的環境，具有良好的赤道和極地外流以及溫暖的海面溫度29-30°C 。9月1日上午，日本氣象廳對其發佈烈風警報；聯合颱風警報中心將其評級提升為「高」，並對其發佈熱帶氣旋形成警報。同日晚上，該系統表現出快速鞏固的低層環流、中心密集雲團以及西半圓上空的深對流帶，日本氣象廳將其升格為熱帶風暴，給予國際編號2411，並命名「摩羯」；聯合颱風警報中心亦將其升格為熱帶低氣壓，給予熱帶氣旋編號12W 。摩羯隨後沿著副熱帶高壓西南邊緣向西北移動，導致其對流被切變北移，使低層環流中心暴露。隨著系統向呂宋島海岸推進，中心密集雲團區中較冷的雲頂繼續擴大，9月2日凌晨2時，聯合颱風警報中心將其升格為熱帶風暴。下午2時，摩羯於菲律賓奧羅拉省卡西古蘭登陸。

### 進入南海爆發增強

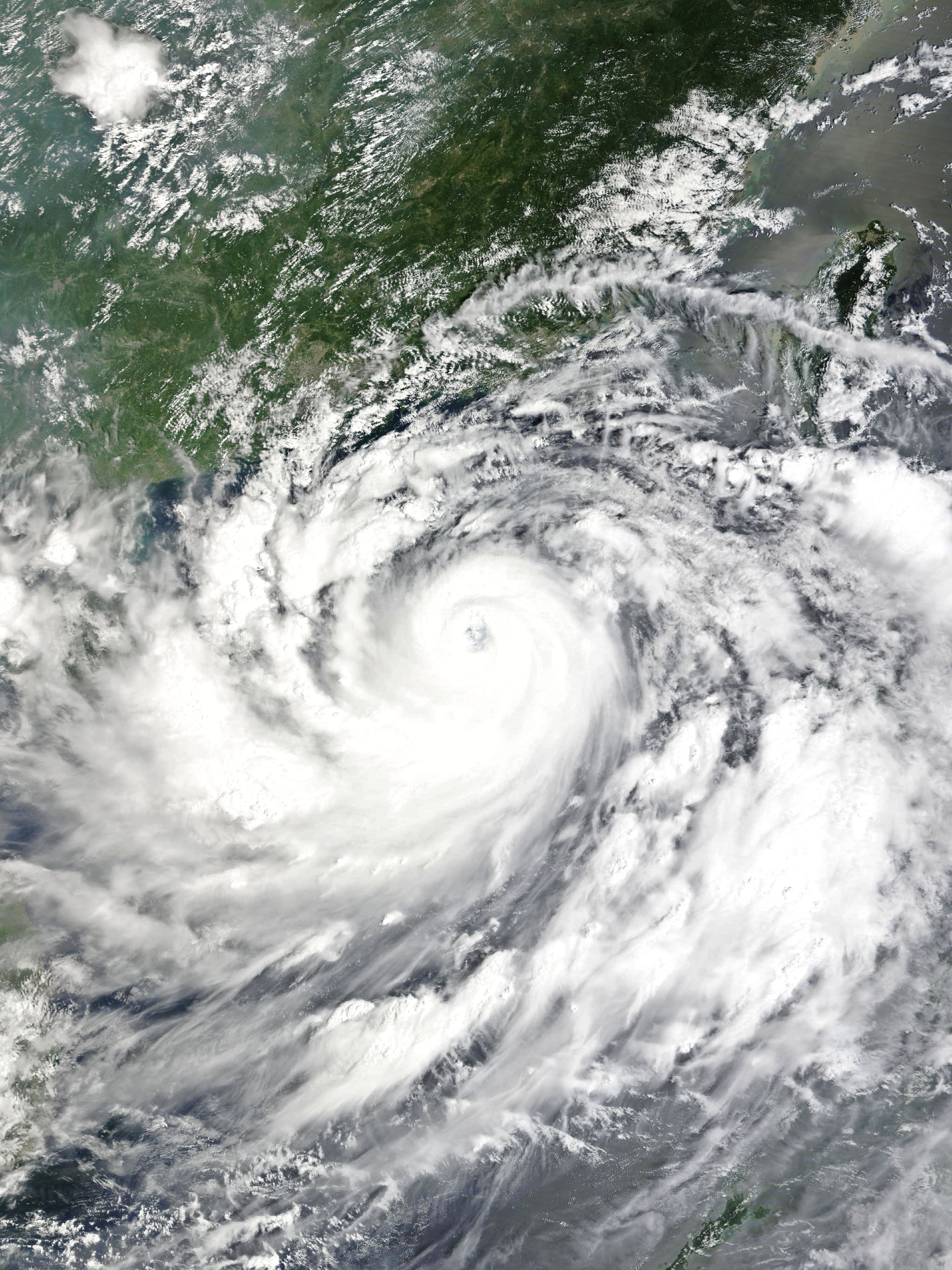
第一次巔峰過後，摩羯進入眼牆置換循環

摩羯登陸呂宋後，強度稍為減弱，但很快便進入南海。在摩羯進入南海後，受惠於南海高海水潛熱及低風切的優良環境，開始迅速增強。9月3日下午2時，日本氣象廳及香港天文台將其升格為強烈熱帶風暴。同日下午，摩羯繼續吸收海水能量，抵擋乾空氣並發展出眼牆。下午5時，中國國家氣象中心將其升格為強熱帶風暴。晚上8時，澳門氣象局將其升格為強烈熱帶風暴。9月4日，孟加拉灣及日本南部的冷渦為摩羯提供大量水汽，其繼續增強，並在清晨發展出一個較模糊的風眼。早上8時，日本氣象廳、香港天文台、中國國家氣象中心和聯合颱風警報中心將其升格為颱風；同時台灣中央氣象署將其升格為中度颱風。上午11時，澳門氣象局將其升格為颱風。下午2時，中國國家氣象中心將其升格為強颱風。隨着摩羯的迅速增強，其風眼逐漸變得清晰。下午5時，香港天文台和澳門氣象局將其升格為強颱風。晚上11時，中國國家氣象中心率先將其升格為超強颱風。晚上11時45分，香港天文台將其升格為超強颱風。9月5日凌晨2時，澳門氣象局將其升格為超強颱風。上午8時，台灣中央氣象署將其升格為強烈颱風，同時聯合颱風警報中心將其升格為超級颱風，並評估摩羯接近中心最高持續風速（以一分鐘平均風速計算）達140節（每小時260公里），是自2021年超強颱風雷伊後，3年以來首個於南海上空增強至相當於薩菲爾-辛普森颶風等級之最高級別「五級颶風」之熱帶氣旋。不久後，摩羯進入眼牆置換循環，強度稍微減弱。下午2時，聯合颱風警報中心將其降格為颱風。

### 重創海南及越南

颱風摩羯登陸海南文昌及广东徐闻

9月5日晚上，摩羯以罕見的內眼牆吞併外眼牆的方法完成眼牆置換。9月6日凌晨2時，聯合颱風警報中心再度將其升格為超級颱風。下午2時，日本氣象廳將其降格為強烈颱風。同時，聯合颱風警報中心再度將其降格為颱風。下午4時20分，中國國家氣象中心表示摩羯已於海南省文昌市翁田鎮沿海登陸，登陸時中心附近最大風力有17級以上（62米/秒），是自1949年有紀錄以來，登陸中國的第二強風暴，僅次於2014年同樣登陸海南省文昌市的超強颱風威馬遜。晚上10時20分，中國國家氣象中心表示摩羯已於广东省徐闻县角尾乡再次登陸，登陸時中心附近最大風力有17級（58公尺/秒）。9月7日凌晨2時，台灣中央氣象署將其降格為中度颱風。下午3時半，摩羯於越南廣寧省南部登陸，登陸時中心附近最大風力有17級（58米/秒）。下午5時，中國國家氣象中心、香港天文台和澳門氣象局同時將其降格為強颱風。晚上8時，中國國家氣象中心、香港天文台和澳門氣象局同時將其降格為颱風。

### 深入內陸餘波未了
9月8日凌晨2時，香港天文台和澳門氣象局將其降格為強烈熱帶風暴；台灣中央氣象署同時將其降格為輕度颱風。凌晨5時，日本氣象廳將其降格為強烈熱帶風暴，香港天文台同時將其降格為熱帶風暴。早上8時，日本氣象廳將其降格為熱帶風暴。下午2時，日本氣象廳、香港天文台和台灣中央氣象署同時將其降格為熱帶低氣壓。下午5時，中國國家氣象中心對其停止編號。晚上8時，香港天文台將其降格為低壓區。9月9日凌晨2時，日本氣象廳評定摩羯其已消散，在天氣圖上移除該系統。
儘管日本氣象廳評定摩羯已消散，但其殘餘環流在橫過中南半島期間沒有經過高山地區，高層環流得以維持，而且得到印度洋及太平洋季風的水汽提供，在進入印度洋後起死回生。9月12日，美國海軍研究實驗室給予摩羯的殘餘環流擾動編號93B。9月13日中午12時，印度氣象局將其升格為低氣壓，給予編號BOB 05。9月14日午夜12時，印度氣象局將其升格為強低氣壓，直至9月18日才將其降格為低壓區。

## 影響
| 排名   | 风暴名称 | 台风季 | 损失数额（2023年美元） |
| ------ | -------- | ------ | ---------------------- |
| 1      | 杜苏芮   | 2023   | 293億美元              |
| 2      | 密瑞兒   | 1991   | 231億美元              |
| 3      | 海貝思   | 2019   | 213億美元              |
| 4      | 燕子     | 2018   | 175億美元              |
| 5      | 摩羯     | 2024   | 165億美元              |
| 6      | 桑达     | 2004   | 155億美元              |
| 7      | 菲特     | 2013   | 140億美元              |
| 8      | 法茜     | 2019   | 123億美元              |
| 9      | 桑美     | 2000   | 115億美元              |
| 10     | 利奇馬   | 2019   | 114億美元              |
| 来源： |          |        |                        |

### 菲律賓
當地發出之最高風暴信號：二號風暴信號
“摩羯”於9月2日下午在當地東北部奧羅拉省卡西古蘭市登陸，連場暴雨引發洪水和山泥傾瀉，合共造成20人死亡。首都馬尼拉大都會地區等地所有學校停課，部分地區的政府機構暫停辦公，暴雨導致多條村莊出現水浸，部分居民被洪水圍困。摩羯總共對菲律賓造成13.3億披索（2707萬美元）的損失。

### 香港
- 當地最高熱帶氣旋警告信號： 八號東北烈風或暴風信號
- 最接近當地時間：2024年9月5日晚上8時
- 最接近當地位置：香港以南約330公里

#### 嚴陣以待
香港天文台於9月2日早上9時15分發出「特別天氣提示」，表示摩羯將於翌日進入香港800公里範圍，會視乎摩羯的強度、環流大小及與香港的距離，考慮是否發出一號戒備信號。隨著摩羯進入南海並逐漸增強，天文台於9月3日早上9時半表示，將於下午5時至8時發出一號信號，同時預計摩羯逐漸靠近華南沿岸，該區風力會在本週後期增強，需要發出三號信號的機會較高。隨後，天文台於下午5時40分發出一號戒備信號，當時摩羯集結在香港之東南約630公里。並表至少維持至9月4日中午12時。預料摩羯在9月3日晚間至9月4日早上仍與香港保持超過400公里距離，其強風區仍未影響珠江口一帶。但隨著摩羯逐漸靠近華南沿岸，該區的風力會有所增強，表示會在9月4日稍後考慮發出三號信號，並視乎隨後摩羯增強的速度及其烈風區與珠江口的距離，評估是否需要發出更高熱帶氣旋警告信號。

#### 逐步逼近

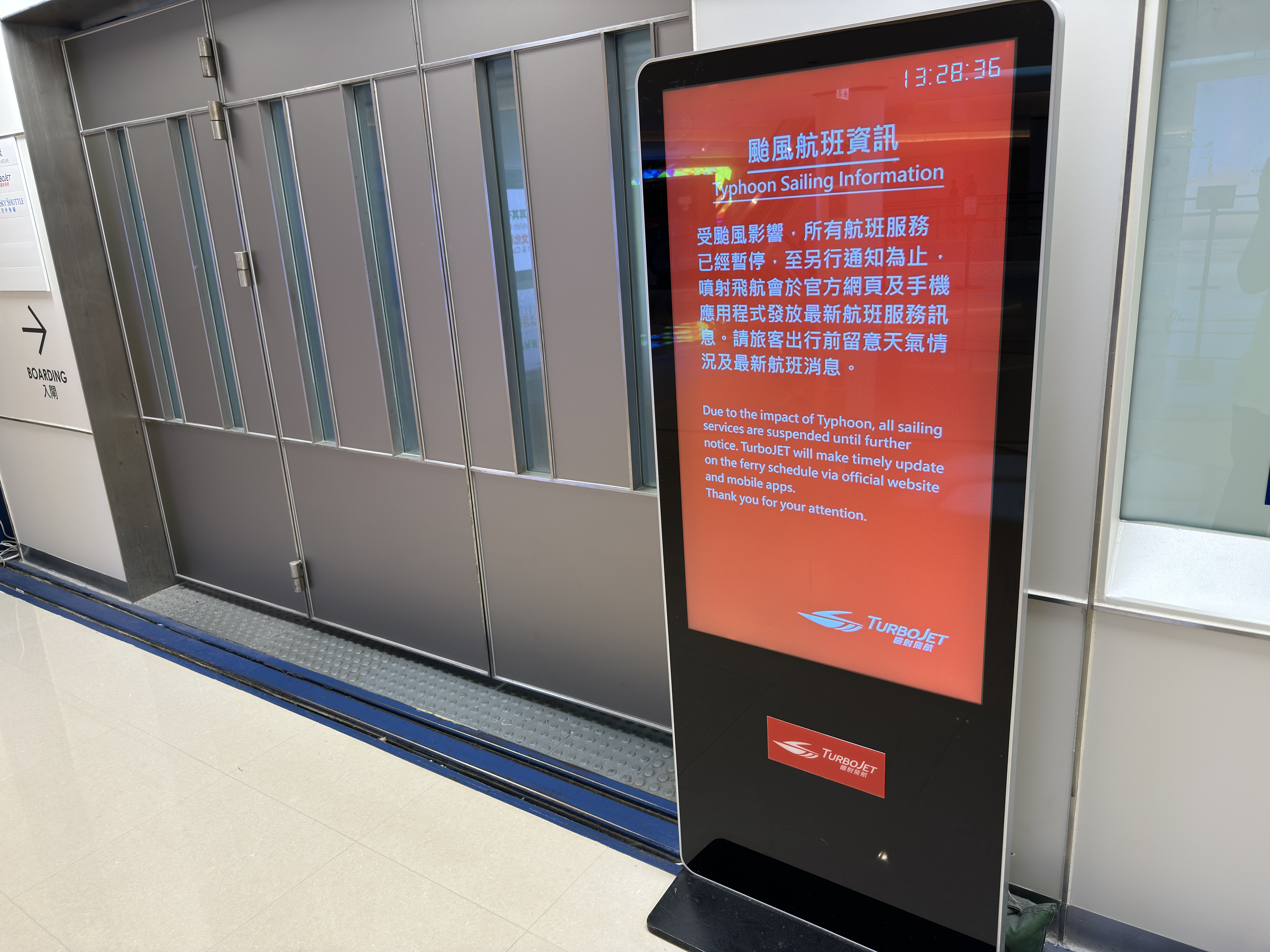
摩羯導致噴射飛航（TurboJET）取消的通知

天文台於9月4日早上8時45分表示，按照現時預測，香港晚上的風力會逐漸增強，天文台會在下午6時至晚上9時之間考慮發出三號信號，隨著摩羯逐漸靠近華南西部沿岸，珠江口一帶的風力可能會在9月5日較後時間進一步增強，天文台會視乎摩羯的動向及強度變化，評估是否需要在9月5日下午至晚上發出更高熱帶氣旋警告信號。
天文台於下午6時40分發出三號強風信號，當時摩羯集結在香港之東南約460公里。天文台隨即表示三號信號至少維持至9月5日中午12時，並有可能需要在當日下午至晚上發出更高熱帶氣旋警告信號。早上7時45分表示，預測摩羯將會在當日晚間至翌日早上於香港西南300公里左右掠過，預料與摩羯相關的烈風區會在當日稍後靠近珠江口，本港普遍地區的風力會進一步增強，天氣轉壞，天文台會考慮在下午4時至晚上7時發出八號信號。
天文台於9月5日上午11時45分表示，會在下午6時20分發出八號信號，這是繼2023年強颱風小犬後，天文台再次在發出「熱帶氣旋之特別報告」前便表明八號信號發出的準確時間。隨著摩羯逐漸靠近廣東沿岸，天文台於下午4時20分發出「熱帶氣旋之特別報告」，宣佈在下午6時20分發出八號熱帶氣旋警告信號。
天文台於下午6時20分發出八號東北烈風或暴風信號，當時摩羯集結在香港以南約340公里，並預料摩羯將維持超強颱風強度，在翌日早上於香港西南300公里左右掠過，預計與摩羯相關的烈風區在當日晚間至翌日早上影響珠江口一帶，八號信號會最少維持至9月6日中午12時。受摩羯的外圍雨帶影響，天文台於晚上9時半發出黃色暴雨警告信號，並於晚上11時40分取消；但在摩羯的外圍雨帶持續影響下，天文台於9月6日凌晨2時35分再次發出黃色暴雨警告信號，並於凌晨4時25分取消所有暴雨警告信號。

#### 逐漸遠離但風力反升
天文台於9月6日早上6時45分表示，在過去數小時，摩羯採取較為偏西路徑移動，但與其相關的烈風區仍會在早上影響珠江口一帶，同時與摩羯相關的強雨帶會為本港帶來狂風大驟雨，將會視乎摩羯的動向及香港的風力變化，評估下午改發三號信號的時間。天文台於上午9時15分更新「特別天氣提示」，表示在過去數小時，摩羯繼續採取較為偏西的路徑移動，逐漸遠離香港，預料境內普遍風力會逐漸減弱，天文台會於中午12時40分改發三號信號。
隨著摩羯逐漸遠離香港，天文台於中午12時40分改發三號強風信號，當時摩羯集結在香港之西南約410公里。天文台表示摩羯已在海南岛文昌市附近登陸，繼續遠離香港。香港風力正逐步減弱，但離岸及高地仍間中吹烈風，三號信號將維持一段時間，而與摩羯相關的雨帶當日仍會影響珠江口一帶，為香港帶來狂風驟雨，雨勢有時頗大，間中有猛烈陣風。當摩羯對香港的威脅進一步減低時，天文台會改發一號信號，或以強烈季候風信號取代。但受摩羯的外圍雨帶影響，香港的風力在黃昏時分不跌反升，長洲和塔門再次錄得烈風，大美督亦相當接近烈風程度，而昂坪再次錄得暴風，陣風更達到颶風程度。天文台亦於晚上7時15分第三度發出黃色暴雨警告信號，並於晚上7時19分更新「特別天氣提示」，表示在晚上7時10分左右，西貢以東海面可能有水龍捲，最終天文台於9月7日午夜12時50分取消所有暴雨警告信號。
天文台於9月7日凌晨3時45分表示，摩羯正穩定地向偏西方向移動，橫過北部灣並繼續遠離香港，對香港的威脅進一步減低。同時一股東北季候風正影響中國東南部，天文台將改發強烈季候風信號以取代三號信號。天文台於凌晨4時20分直接取消所有熱帶氣旋警告信號，並緊接於凌晨4時21分發出強烈季候風信號，維持至中午12時45分取消。風暴期間，政府共收到119宗塌樹報告、1宗水浸報告及1宗山泥傾瀉報告，並有9名市民在風暴期間受傷。

#### 風力不如預期
由於摩羯在9月5日晚上採取較為偏西路徑移動，較預期路徑遠，而在八號信號生效期間，香港的風向亦主要維持吹東至東北風，在9月6日早上未有如預期中轉吹市區較當風的東南風，天文台測風網絡8個指定自動氣象站只有3個測得強風，其中1個測得烈風，三號及八號信號均不達標，其中流浮山和啟德以些微之差，未能測得強風。風暴期間，長洲、赤鱲角及西貢測得最高10分鐘平均風速分別為每小時80、54及53公里。

### 澳門
當地最高熱帶氣旋警告信號： 八號東北風球
當地發出之最高風暴潮警告：藍色風暴潮警告
最接近當地時間：2024年9月5日晚上9時
最接近當地位置：澳門以南約320公里
澳門地球物理氣象局於9月2日中午12時35分發出「特別信息」，表示「摩羯」將於9月3至4日進入澳門800公里範圍，屆時氣象局會考慮發出一號風球。氣象局於9月2日下午5時半更新「特別信息」，氣象局會考慮於9月3日下午至晚間發出一號風球。

#### 步步緊逼
9月3日中午12時，氣象局發出一號風球，當時“摩羯”位處於澳門東南約730公里處；另隨“摩羯”進一步增強並逐漸移近華南沿岸，澳門天氣將會轉壞，預計9月4日晚間至5日凌晨發出三號風球可能性較高，並適時評估改發更高風球及風暴潮警告的可能性。下午5時，氣象局表示一號風球維持至9月4日清晨。
9月4日，氣象局表示一號風球於當日全日維持，預計5日晚間至6日清晨發出三號風球可能性為高，至於5日凌晨至上午發出藍色風暴潮警告可能性為較高，至於5日晚間至6日清晨發出八號風球可能性為中等。下午5時，氣象局表示一號風球會在當日全日維持，並預計內港可能出現0.5米以下的風暴潮，氣象局會在5日凌晨考慮發出藍色風暴潮警告，更表示會在凌晨3時至6時考慮發出三號風球；隨著“摩羯”進一步增強並逐漸移近華南沿岸，氣象局表示澳門5日日間風力會增強，雷雨會逐漸頻密，而氣象局也不排除“摩羯”會進一步發展成超強颱風，按照現在的路徑，“摩羯”會在澳門300公里裡掠過，因此發出八號風球的可能性調整為中等至較高，發出黃色風暴潮警告可能性為較低至中等。
9月5日上午5時，氣象局發出三號風球。預料三號風球將在日間維持，晚間發出八號風球機會較高。上午11時，澳門氣象局發出藍色風暴潮警告，並表示晚上8時至11時考慮發出八號風球， 而黃色風暴潮警告在5日晚間至6日清晨可能性調高至中等。下午5時，氣象局表示會在晚上10時發出八號東北風球，並表示“摩羯”會在6日凌晨時分進入澳門300公里範圍，因受到其環流及雨帶影響，屆時澳門境內風力會顯著增強，並且伴隨頻密的大驟雨及雷暴。氣象局也表示，如“摩羯”採取較為偏北的路徑，風暴潮的影響會大大增加，發出黃色風暴潮警告可能性調整為中等至較高。下午10時，氣象局發出八號東北風球，澳門進入即時預防狀態，預計八號風球維持至9月6日中午，當時「摩羯」位於澳門東南約320公里處，而改發九號風球的可能性為低。

#### 路徑偏南、逐漸遠離
9月6日上午10時30分，氣象局宣佈於下午2時改發三號風球。中午12時，氣象局取消所有風暴潮警告。下午2時，氣象局改發三號風球，並預計於當天下午維持；民防行動中心同時宣佈終止即時預防狀態。受其外圍環流雨帶影響，氣象局先於晚上9時半左右先後發出雷暴警告信號及黃色暴雨警告信號，更在晚上10時23分發出紅色暴雨警告信號。晚上11時45分改發黃色暴雨警告信號。所有暴雨警告及雷暴警告信號最終分別在凌晨2時及凌晨2時30分取消；而所有熱帶氣旋警告信號則於上午8時取消。

#### 學校停課、交通混亂
受“摩羯”影響，澳門旅遊局率先於9月3日晚上宣佈原定9月7日晚上舉行的首兩場澳門國際煙花比賽匯演演出延期。
停課安排方面，小學、幼稚園及特殊教育因發出三號風球於9月5日及9月7日全日停課。9月5日晚上，由於預計八號風球於9月6日中午前維持，教育及青年發展局宣佈非高等教育各教育階段於9月6日當天全日停課，高等院校參照有關規定執行。
公共交通方面，日間巴士路線及澳門輕軌於八號風球生效前後陸續停駛，所有夜間巴士路線亦暫停；所有海上客運航線包括跨境及澳門海上遊航線暫停；澳門國際機場宣布有181班航班受影響。港珠澳大橋穿梭巴士、港澳跨境直通巴士及海天中轉大樓客車因港珠澳大橋封橋一度停運。
八號風球取消後，海陸空交通逐步恢復正常，往返香港至澳門之間的跨境海陸交通先後恢復；市內公共交通方面，公共巴士及特別的士服務於颱風過後率先恢復，由於澳門輕軌沒有在9月6日下午2時改發三號風球後與其他公共交通工具般同步復運，以作較長時間的列車準備及檢查，及後至當天下午4時左右才恢復正常營運，引起坊間猛烈抨擊質疑輕軌系統未能起到公共交通疏導作用；由於大多人趕及上班，雖然交通部門將五條分別往返關閘或橫琴口岸的巴士路線的營運時間提前服務，但多區巴士站或主要口岸的士站出現排隊候車人龍，部分巴士到站都已滿載，未能疏散人流；多區出現不同程度交通擠塞情況，如北區一帶情況一度嚴重。
9月6日下午市面復常導致多區出現交通混亂情況期間，交通事務局旗下的“澳門出行”及“巴士報站”手機應用程式更出現不穩情況及故障，經搶修後先後在下午5時許及晚上9時左右恢復，經排查，故障主要原因是為瞬時訪問量較平日高峰期超出一倍引起超負荷導致，並排除網絡安全攻擊，同時著令供應商加快進行系統架構優化及擴容進度，務求在9月內完成。

#### 烈風及風暴潮不明顯
在9月5日晚上至9月6日下午八號風球生效期間，民防行動中心共錄得3宗事故報告，均為清除有墜下風險的物件；衛生局及鏡湖醫院共錄得3宗因颱風而引致受傷的個案，經治療後已出院。避險中心方面，社會工作局啟動第1級開放機制，開放4間避風中心，期間共有10人次使用。此外，民防行動中心查詢求助熱線共接獲11宗查詢個案，主要涉及查詢颱風情況、封橋措施及口岸運作等；另外，治安警察局亦執行打擊違規的士行動，共截查到1宗拒載、1宗違規議價個案，以及檢控了3輛“白牌車”。
在八號風球生效期間，烈風程度不明顯；地球物理氣象局解析指出，“摩羯”於24小時內增強為超強颱風級，環流相當廣闊，其烈風圈（8級風）的半徑更超過250公里，相關雨帶亦持續為沿岸帶來驟雨。由於受較強的副熱帶高壓限制，「摩羯」進入南海後未能繼續向北發展，並逐漸轉向偏西方向移動，接近澳門時位於澳門以南約320公里，導致澳門位於其烈風圈（8級風圈）邊緣。在八號風球生效期間，跨海大橋仍然曾錄得最大10分鐘風速達7級強風上限，陣風超過9級，可見超強颱風的威力。對於澳門比香港延後發出八號風球，氣象局指較多的熱帶氣旋是在西北太平洋生成後，由東向西移動進入南海。因此當有熱帶氣旋靠近時，較多情況下，即使最終距離更接近澳門，其環流亦會先影響香港，隨後再影響澳門。由於港澳兩地相距約60公里，因此視乎熱帶氣旋的移動速度，以熱帶氣旋移速約每小時10公里計算，熱帶氣旋環流對港澳影響的時間差距可以達6小時或以上。如果移速越慢，時間差異亦會越大。

### 中國大陸
國家氣象中心發布之最高颱風預警信號： 颱風紅色預警信號
9月3日20时，国家防总对广东、海南两省启动防汛防台风四级应急响应。
9月7日，国家发展改革委紧急下达2亿元中央预算内投资，支持海南、广东台风灾害灾后应急恢复。
截至9月7日中午12时，台风已造成海南、广东、广西共122.7万人不同程度受灾，3死、95伤。同日中共中央总书记习近平代表党中央作出重要指示，要求抓紧组织力量救灾；国务院总理李强作出批示。

#### 廣東
9月4日10时，广东省防汛防旱防风总指挥部将防风Ⅳ级应急响应提升为防风Ⅲ级应急响应。省防总要求在9月4日12时前对珠江口以西海域采取防风措施，所有渔船、渔排养殖人员、海洋牧场人员、海上风电施工平台人员全部避风撤离。珠江口以西各地市必要时采取“五停”措施。9月4日18时，广东省防总将防风Ⅲ级应急响应提升为防风Ⅱ级应急响应。省三防办发布紧急通知，要加强滨海旅游景区、海滨浴场安全管控，9月4日19时前全省滨海旅游景区、海滨浴场全部关闭。9月5日10时，广东省防总再次将防风Ⅱ级应急响应提升为防风Ⅰ级应急响应。
截至9月7日上午11时，广东省累计转移人员72万多人。台风影响期间，湛江、茂名、阳江、江门实行全面“五停”，至7日陆续解除。四市共组织1627支应急抢险救援队伍，共3.4万多人和2.2万多台（套）装备参与救灾行动。

##### 深圳市
深圳市氣象台發布之最高颱風預警信號： 颱風黃色預警信號（盐田区、大鹏新区、南山区部分地区、宝安区部分地区、海区）、 颱風藍色預警信號（其余各区）
9月5日19时，深圳市气象台将盐田区、大鹏新区、南山区（南头、南山、沙河、蛇口、招商、粤海街道）、宝安区（福永、西乡、新安、航城、福海街道）和海区台风蓝色预警信号升级为黄色预警。深圳全市中小学、幼儿园和托儿所于9月6日停课。

##### 中山市
中山市氣象台發布之最高颱風預警信號： 颱風黃色預警信號
中山市氣象台於9月5日17時13分將全市台风预警信号升级为黄色，全市中小学、幼儿园托育机构於9月6日全天停课。深中通道一度實行減速通行，车速控制在70公里/小时及以下；海上客運及輪渡航線於9月5日至6日期間臨時停航。

##### 江門市
江門市氣象台發布之最高颱風預警信號： 颱風橙色預警信號（新会区、台山市）、 颱風黃色預警信號（其余各区市）
9月5日，台山市各中小学、幼儿园停课，校外培训（托管）机构暂停线下培训（托管）服务。

##### 珠海市
珠海市氣象台發布之最高颱風預警信號： 颱風黃色預警信號
珠海市氣象台於9月3日15時發布全市台风白色预警信号。9月4日10時因應“摩羯”增强至台风级，将全市台风预警信号升级为蓝色，預計4日夜间至5日凌晨珠海市海面风力逐渐加大，5日多云转大雨到暴雨，陆地风力6-7级阵风8-10级，沿岸及海面风力8-9级阵风10-11级；6日有暴雨，大风维持。
9月5日9時，珠海市氣象台將颱風預警升級為黃色，預計全市风力将自东向西逐步加大至陆地风力6-8级阵风9-10级，沿岸及海面风力9-10级阵风10-12级；午后转骤雨天气，晚间雨势加大。當地教育局於10時前宣佈全市托兒所、幼儿园、普通中小学校、中等职业学校（含技工学校）及校外培训机构全日停課。受颱風影響，珠海金灣機場部分航班取消；大部分市內海島或海上遊客運航班於9月5日至6日期間停航；廣珠城際鐵路部分列車於9月5日停運；港珠澳大橋穿梭巴士及部分長途客運線路受颱風影響停運。
9月6日23時05分，全市颱風預警信號降級為藍色；隨着風暴遠離，市氣象台於9月7日上午8時50分解除所有颱風預警信號。

##### 阳江市
阳江市氣象台發布之最高颱風預警信號： 颱風橙色預警信號（其余各区县）、 颱風黃色預警信號（阳春市）
陽江市三防指揮部於9月5日10時45分將防風Ⅱ級應急響應提升為防風Ⅰ級應急響應，並發布「五停」指令，至9月7日10時解除。
陽江市9月5、6日，江湛鐵路陽江站部分列車停運，至9月7日10時恢復；受颱風影響跳閘10千伏線路21條、變壓器1038台，陽春、陽西片區影響相對較大，全市安全轉移群眾近八萬人。

##### 茂名市
茂名市氣象台發布之最高颱風預警信號： 颱風紅色預警信號（茂南区、滨海新区、高新区、电白区、化州市）、 颱風橙色預警信號（高州市）、 颱風黃色預警信號（信宜市）
9月5日，茂名市茂南区、滨海新区、高新区各学校及幼儿园停课。

##### 湛江市
湛江市氣象台發布之最高颱風預警信號： 颱風紅色預警信號
湛江市气象台于9月4日20时将市区台风蓝色预警信号升级为黄色预警信号。湛江市三防指挥部办公室决定在全市执行“六个停”要求，所有旅游景点停止开放，水域渡口停航，建筑工地停止施工，建筑工地、陈旧供电区域及临时搭建供电线路停电，公众聚集场所停止活动。湛江市教育局决定，全市各中小学、幼儿园于9月5日停课一天。9月5日10时起，湛江市启动防风I级应急响应，同时将“六个停”要求升级至“八个停”，除抢险和指挥车辆外，所有车辆停止行驶；所有商场停止营业。
临近海南岛的徐闻县在台风二次登陆前累计转移并安置危险区域群众10.86万人，疏导5184艘海上作业渔船回港避风，储备防风防汛必需物资11万多件。当地路牌、路灯和电线杆被大风吹倒，部分车辆发生损毁，当地部分区域出现断水断电情况。一些沿海养殖基地因台风影响遭遇损失。截至9月7日15时，湛江共有788支队伍，13572人，约9216台装备参与应急救援。

#### 海南
海南省氣象台發布之最高颱風預警信號： 颱風紅色預警信號
9月4日6时30分，海南省将台风四级预警升级为台风三级预警，省防减救灾委于7时将防汛防风Ⅳ级应急响应提升至防汛防风Ⅲ级应急响应。进出海南岛的航线、铁路旅客列车全部停运。9月5日，海南省升级发布台风二级预警，海南环岛高铁、海口市域列车18时起全线停运，同日早上11時升至一级预警。海口市防汛防风防旱指挥部自9月5日12时起分批启动“六停”措施。三亚市全市中小学校、培训机构自9月5日下午起停课。海南省政府9月5日印发通知，要求各有关市县人民政府实施“五停一关”措施，居民非必要不出门。
9月6日16時20分，「摩羯」在海南省文昌市翁田鎮沿海登陸，登陸時風力在17級以上（約234公里/小時），大部分地區出現大暴雨，部分鄉鎮有特大暴雨，部分地區包括文昌市、海口市等出現停水停電，街道綠化樹木已被風吹倒伏；全省共轉移41多萬人，漁船均回港避風，全省89家A級旅遊景區全部關停，海南環島高速鐵路由9月5-8日停運，海口美蘭國際機場、三亞鳳凰國際機場與琼海博鳌国际机场各航班在9月5、6日作大規模調整及取消至9月7日早上起陸續恢復。
據海南省氣象台不完全統計，9月4日20時-8日8時，海南島普降暴雨到大暴雨、局地達特大暴雨。
樂東、海口、昌江、文昌、東方、三亞、白沙、臨高、澄邁、儋州、定安和瓊中12個市縣共45個鄉鎮（區）雨量超過300毫米，樂東、海口、昌江、文昌和東方5個市縣共9個鄉鎮（區）雨量超過400毫米，樂東、海口和昌江三個市縣共三個鄉鎮（區）雨量超過500毫米，最大為乐东黎族自治县尖峰镇691.2毫米，其中9月6日文昌日降雨量為267.8毫米，突破當地歷史9月日最大降雨量極值。
海南島北半部陸地及近海普遍出現11-15級陣風，最大為文昌市龙楼镇17級以上（66.7米/秒），南半部陸地及近海普遍出現9-11級陣風。
9月7日早上8时正，海南省政府将台风一级预警降为台风二级预警，同日11时正降为三级预警，同日16时30分降为四级预警，最後於同日19时正解除四级预警；另外海口市在9月7日18时起逐步解除防台风“六停”措施。
9月7日晚上7時半，海南省防御台风“摩羯”应急指挥部在海口市召开新闻发布会。会上通报，截至9月7日15时，“摩羯”在海南全省已造成4人死亡、95人受伤；“摩羯”共造成海南全省19个市县52.61万人受灾，紧急避险转移31.26万人，已紧急转移安置7.6万人，累计转移安置14.07万人。損失方面，海口市倒塌房屋401間、損壞房屋32424間、共約167800棵樹木倒塌，預計颱風摩羯造成損失達至少590.24億人民幣，远超2014年“威马逊”造成的损失，海口市長丁晖稱「摩羯」不僅是1949年以來登陸中國的最強秋颱風，也是1926年海口建市以來遭受的風力最強、12級風圈持續時間最長（持續8小時）、瞬時降雨量最大、覆蓋人口量最多的超強登陸秋颱風。海南電網有限責任公司黨委副書記趙有鋮在記者會上稱，「摩羯」對電網的破壞性遠超2014年的「威馬遜」。截至9月7日晚上，全省35千伏及以上變電站停運79座，10千伏及以上線路跳閘836條。各市縣用電普遍受到影響，停電用戶占全省總數的三分之一，其中海口、文昌、臨高、澄邁尤為嚴重，文昌市副市長袁世英在9月14日記者會上表示：「摩羯」過境後，文昌市18個鎮（場）受到正面襲擊，道路、水、電、通信等設施損毀嚴重，特別是文昌電網遭受毀滅性打擊，幾乎要重建一個文昌配網，對文昌造成的破壞和損失遠超歷史上任何一次。
9月8日11时起，海南东环铁路逐步恢复开行，翌日环岛高铁西段三亚至白马井区间恢复，但银滩站、临高南站、福山镇站、老城镇站因部分站内设备设施未修复暂停运营；海口市域列车、进出岛旅客列车仍继续停运，后于9月10日恢复进出岛旅客列车的开行。12时起，海口美兰国际机场逐步恢复航班运行。截至同日晚，海南省已恢复91.2万户居民用电，城市供水已恢复。海口市和文昌市的通信基站退服率受台风影响，一度超过80%。全省中小学、幼儿园、高校和中职学校于9月9日陆续复课。。至9月12日中午，海南省农贸市场已全部恢复营业。
由于台风“摩羯”在文昌登陆，文昌多个文昌鸡养殖场损失严重而难以抢救，导致文昌鸡供应将出现短缺。一些椰子鸡连锁餐厅表示因文昌鸡供货源头问题，在一段时间内文昌鸡的成本将上涨，甚至将限量供应文昌鸡。文旅行业方面，本次台风对三亚的影响较轻，而受灾严重的海口和文昌在台风过境后仍有部分景区关闭。海口的部分酒店因台风天气影响难以正常接待。由于台风天气的后续影响，海南未进入携程发布的中秋假期热门旅游目的地名单。

#### 广西
广西氣象台發布之最高颱風預警信號： 颱風紅色預警信號
6日16时，广西气象台将台风橙色预警提升为红色，6日18时，广西防汛抗旱指挥部将防汛抗旱（防台风）二级应急响应提升至一级，当晚台风进入北部湾并导致强降雨影响广西沿海和桂东南地区。
截至7日16时，受颱風摩羯影響，廣西緊急避險轉移63996人，累計轉移安置4683人。
9月5日至7日，因台风天气导致北部湾海域风力加强，北海市至涠洲岛航线停航。9月6日，北海市启动“停课、停工、停游、停市、停运”等“五停”措施，至9月7日17时解除“五停”措施。
中国铁路南宁局为疏散钦州、北海、防城港及涠洲岛区域游客，于6日紧急加开北海至南宁间动车5列、重联防城港北至南宁间动车6列，增加运力座位7014个以提升铁路运力，预计6日全天，北部湾地区钦州东、北海、防城港北、东兴市、合浦5个高铁站将运送旅客3.6万人次。而摩羯袭击越南后引发的暴雨导致广西多地引发洪灾。

#### 云南
云南省水利厅于5日16时对文山州、红河州、玉溪市、普洱市、西双版纳州、临沧市启动洪水防御Ⅳ级应急响应。云南省气象局于6日10时30分启动Ⅲ级应急响应状态。云南南部出現強降雨。

### 越南
越南民用航空局於9月6日宣佈9月7日臨時關閉北部4座機場，包括內排國際機場、雲屯國際機場、吉碑國際機場、壽春機場。9月7日上午11时起，广宁省、海防市、乂安省宣布停止海上作业以防台风影响。
9月7日，超強颱風「摩羯」下午3時許在越南廣寧省南部沿海登陸；據農業農村發展部堤防管理和防災控制部公佈，截至9月16日下午5時半，已造成292人死亡、38人失蹤，1992人受傷。
電網受損，超過400根電線桿斷裂，27座變電站損壞。從9月7日下午到晚上，整個廣寧省、海防省和太平省因高壓電纜故障斷電，超過300萬戶家庭或企業受影響。截至9月8日晚上，廣寧省、海防市多處地區仍斷電。
據越南信息与通信部介紹，有7條省際光纖線路被破壞、27個基地收发机站被毀、6285個基地收发机站斷電，行動訊號也中斷。在9月8日上午，在海防、廣寧和海陽的部分地區，不少人反映仍無法接收手机信号。
農損方面，有近11萬公頃的水稻田淹水與毀壞、17920公頃農作物、6900公頃的果樹遭毀壞、上千個水產養殖籠被沖走、損壞。
9月9日上午10時，越南富寿省峰州大橋垮塌，富壽省交通厅初步確認颱風引發红河洪水暴漲，把第六與第七主樑沖垮。導致有10輛汽車、2輛摩托車墜河與13人失蹤，三人獲救。
摩羯颱風造成估計總損失327,870億越南盾。

摩羯颱風於9月7日登陸廣寧與海防

| 省分   | 初步損失 (tỷ đồng)       | 出處    |
| ------ | ------------------------ | ------- |
| 廣寧省 | 24.876                   | [ 156 ] |
| 海防市 | 12.249                   | [ 156 ] |
| 河內市 | 2.287                    | [ 157 ] |
| 太平省 | 1.479                    | [ 156 ] |
| 海陽省 | 7.498                    | [ 156 ] |
| 南定省 | 1.142                    | [ 156 ] |
| 寧平省 | 376,6                    | [ 158 ] |
| 河南省 | 793,4                    | [ 159 ] |
| 永福省 | 177                      | [ 160 ] |
| 興安省 | 3.637,6                  | [ 161 ] |
| 北寧省 | 1.200                    | [ 162 ] |
| 和平省 | 1.605                    | [ 162 ] |
| 太原省 | 859                      | [ 156 ] |
| 北江省 | 5.000                    | [ 163 ] |
| 宣光省 | 2.400                    | [ 164 ] |
| 河江省 | 1.400                    | [ 165 ] |
| 老街省 | 6.687                    | [ 156 ] |
| 富壽省 | 1.588                    | [ 162 ] |
| 安沛省 | 5.738                    | [ 156 ] |
| 諒山省 | 900                      | [ 166 ] |
| 山羅省 | 666                      | [ 167 ] |
| 奠邊省 | 4,7                      | [ 168 ] |
| 萊州省 | 6,3                      | [ 169 ] |
| 高平省 | 1.530                    | [ 170 ] |
| 北𣴓省 | 900                      | [ 171 ] |
| 清化省 | 430                      | [ 172 ] |
| 總和   | 85.429,6 （3,54 億美元） |         |

### 老撾
摩羯帶來的強降雨導致寮國瑯南塔省發生洪水，造成一人死亡，並迫使琅南塔機場關閉。全省17個村莊疏散300人。烏多姆塞省和博膠省也發生洪水泛濫。

### 泰國
受到摩羯殘餘低壓區帶來的暴雨影響，45死 。

### 緬甸
在緬甸，摩羯的殘餘雨帶造成大面積的洪水。内比都联邦区、曼德勒省和勃固省、克耶邦、克倫邦、孟邦和撣邦發生嚴重洪水，共造成至少74人喪生、89人失蹤；軍政府開設超過187個臨時救援營地。截至9月13日，共有來自37個鄉鎮的59,413戶236,649人被安置在187個救援營。
在曼德勒地區，有10人喪生，15,113戶家庭受到影響，仰光—曼德勒鐵路的部分地區被洪水淹沒，導致行程暫停。首都內比都被大面積洪水淹沒，數千棟房屋被淹沒在高達2.1米的洪水下，造成兩人死亡，30個村莊受到影響。撣邦的洪水導致一名老婦人溺水身亡，200多間房屋受損。大其力的通訊線路被洪水切斷。
克耶邦至少有26人死亡，其中包括20名克伦尼民族保卫军成員和平民，破壞的嚴重性促使該國軍事統治者敏昂萊發出呼籲，尋求外國援助。
截至9月24日，已造成419人死亡、89人失蹤。

## 名称退役
因應「摩羯」在菲律賓和中國大陸造成災難性破壞，被菲律賓和中國大陸在第57屆颱風委員會年會申請退役，在2025年2月舉行的第57次颱風委員會會議上獲該會接納把摩羯從命名表中除名，以後將不再使用，同时这是继杜蘇芮之后，第2个同时被两个颱風委員會成员提出申請退役的风暴名称，新名將在58屆世界氣象組織颱風委員會會議上公布。此外，菲律賓大氣地球物理暨天文管理局亦把當地名稱「Enteng」除名，由「Edring」取代。

## 熱帶氣旋警告使用紀錄

### 菲律賓
| 菲律賓大氣地球物理和天文服務管理局 風暴信號 | 菲律賓大氣地球物理和天文服務管理局 風暴信號 | 菲律賓大氣地球物理和天文服務管理局 風暴信號 |
| ------------------------------------------- | ------------------------------------------- | ------------------------------------------- |
| 上一熱帶氣旋                                | 一號風暴信號                                | 下一熱帶氣旋                                |
| 超強颱風格美                                | 一號風暴信號                                | 超強颱風山陀兒                              |
| 超強颱風格美                                | 二號風暴信號                                | 超強颱風山陀兒                              |

### 中國大陸
| 国家气象中心 颱風預警信號 | 国家气象中心 颱風預警信號 | 国家气象中心 颱風預警信號   |
| ------------------------- | ------------------------- | --------------------------- |
| 上一熱帶氣旋              | 颱風藍色預警信號          | 下一熱帶氣旋                |
| 超強颱風格美              | 颱風藍色預警信號          | 強颱風貝碧嘉 熱帶風暴普拉桑 |
| 超強颱風格美              | 颱風黃色預警信號          | 強颱風貝碧嘉                |
| 超強颱風格美              | 颱風橙色預警信號          | 強颱風貝碧嘉                |
| 超強颱風格美              | 颱風紅色預警信號          | 強颱風貝碧嘉                |

### 澳門
| 地球物理氣象局 熱帶氣旋信號 | 地球物理氣象局 熱帶氣旋信號 | 地球物理氣象局 熱帶氣旋信號 |
| --------------------------- | --------------------------- | --------------------------- |
| 上一熱帶氣旋                | 一號風球                    | 下一熱帶氣旋                |
| 強烈熱帶風暴派比安          | 一號風球                    | 颱風潭美                    |
| 熱帶風暴馬力斯              | 三號風球                    | 颱風潭美                    |
| 強颱風小犬                  | 八號東北風球                | 颱風韋帕                    |
| 強颱風小犬                  | 八號風球                    | 颱風韋帕                    |

| 上一次 原因：超強颱風小犬 （2023年10月8日至9日） | 澳門即時預防狀態 2024-09-05 22:00－2024-09-06 14:00 | 下一次 原因：颱風韋帕 （2025年7月20日） |

### 香港
| 香港天文台 熱帶氣旋信號 | 香港天文台 熱帶氣旋信號 | 香港天文台 熱帶氣旋信號 |
| ----------------------- | ----------------------- | ----------------------- |
| 上一熱帶氣旋            | 一號戒備信號            | 下一熱帶氣旋            |
| 強烈熱帶風暴派比安      | 一號戒備信號            | 颱風潭美                |
| 熱帶風暴馬力斯          | 三號強風信號            | 颱風潭美                |
| 強颱風小犬              | 八號東北烈風或暴風信號  | 颱風桃芝                |
| 強颱風小犬              | 八號烈風或暴風信號      | 颱風桃芝                |

## 外部連結
| 太平洋颱風季             |
| 主題頁 - 專題 - 編輯指南 |

- 12W.YAGI from the United States Naval Research Laboratory
- General Information of Typhoon Yagi (2411) from Digital Typhoon
- JMA Best Track Data (Graphics) of Typhoon Yagi (2411)
- JMA Best Track Data of Typhoon Yagi (2411) (日語)
- ReliefWeb  對於本事件的主頁面
- Short Deutsche Welle news report on Typhoon Yagi